# Resolución 1458 del Consejo de Seguridad de las Naciones Unidas
La resolución 1458 del Consejo de Seguridad de las Naciones Unidas, adoptada por unanimidad el 28 de enero de 2003, tras reafirmar la Resolución 1408 (2002) sobre la situación en Liberia y reconocer la importancia de aplicar la Resolución 1343 (2001), el Consejo restableció un grupo de expertos para supervisar la aplicación de las sanciones contra el Gobierno de Liberia, incluido un embargo de armas, la prohibición de viajes para los funcionarios y la prohibición de importar sus diamantes en bruto.
El Consejo de Seguridad tomó nota de que el 6 de mayo de 2003 debía realizarse una revisión de las medidas adoptadas contra el Gobierno de Liberia. Además, también preocupaba la situación en Liberia y en los países vecinos, en particular Côte d'Ivoire (Costa de Marfil). Tomó nota de un informe anterior de un grupo de expertos sobre las restricciones impuestas a Liberia y se propuso examinarlo en profundidad.
La resolución restableció el grupo de expertos por un período de tres meses para realizar una evaluación de seguimiento sobre Liberia y los estados vecinos, a fin de determinar el cumplimiento por parte del Gobierno liberiano de las medidas contenidas en la Resolución 1343 y cualquier violación de la Resolución 1408, incluido el movimiento de rebeldes en Sierra Leona. Toda información recogida por el grupo debía ponerse en conocimiento de los Estados interesados. Se solicitó al Secretario General Kofi Annan que designara un grupo de hasta cinco expertos con experiencia para cumplir el mandato del grupo.
Por último, se instó a todos los países y organizaciones a cooperar con el grupo de expertos y el Comité del Consejo de Seguridad establecidos en la Resolución 1343.